# Vamdrup
Vamdrup anhörenⓘ ist mit 4940 Einwohnern (1. Januar 2025) die zweitgrößte Stadt der süddänischen Kolding Kommune. Die Stadt befindet sich im Osten der Gemeinde, (Luftlinie) etwa 6 km südlich von Lunderskov, 10,5 km südöstlich von Vejen, 13 km südwestlich von Kolding und 23 km nordwestlich von Haderslev im Kirchspiel Vamdrup Sogn. Vamdrup war bis zur Jahreswende 2006/2007 Verwaltungszentrum der ehemaligen gleichnamigen Kommune.

## Geschichte

### Namensherkunft
Der Ortsname Vamdrup ist aus dem Jahre 1280 bekannt, damals lautete die Bezeichnung jedoch noch Wamthorp. 1558 wurde der heute bestehende Name Vamdrup erwähnt, zwischenzeitlich gab es in der ersten Hälfte des 16. Jahrhunderts die Abwandlungen Wandrop und Vanderup.

### Anfänge der Stadt Vamdrup
Im Jahre 1861 wurde beschlossen, eine Bahnstrecke zwischen den Städten Fredericia und Flensburg zu errichten. Durch den Deutsch-Dänischen Krieg 1864 wurde der Bau der Strecke jedoch verzögert und diese wurde erst im Jahre 1866 fertiggestellt. Zu dieser Zeit verlief die Deutsch-dänische Grenze unmittelbar südlich der beiden Dörfer Vester Vamdrup und Øster Vamdrup. Der Bahnhof zwischen den Dörfern sollte als Grenz- und Zollstation fungieren. Dieser wurde einer der bedeutendsten Bahnhöfe von Dänemark. Mit dem Bahnanschluss wurden neue Arbeitsplätze geschaffen. Durch die günstige Verkehrslage wuchsen die Dörfer Vester Vamdrup und Øster Vamdrup, bis sie ein einheitliches Siedlungsgebiet und dann gemeinsam den Ort Vamdrup bildeten. Ab 1911 endete die aus Kolding kommende Bahnstrecke der privaten Kolding Sydbaner im Bahnhof Vamdrup Øst.

### Absturz der Stadtentwicklung und anschließender Aufschwung
Im Jahre 1920 hatten die Nordschleswiger für die Wiedervereinigung mit Dänemark gestimmt, somit wurde die Deutsch-dänische Grenze in Richtung Süden verlegt. Vamdrup war kein Grenzort mehr, die Grenz- und Zollstation wurde nach Pådborg verlegt. Vamdrup verlor an Bedeutung und etwa 250 Familien verließen mit der Zeit die Stadt. 1921 hatte Vamdrup 2327 Einwohner, 1930 waren es nur noch 2017.
In den 1930er Jahren siedelten sich kleinere Unternehmen der Holzindustrie in Vamdrup an. 1948 wurde die Strecke der Kolding Sydbaner stillgelegt. In den Jahren 1954/55 wurde das DSB-Bahnhofsgebäude abgerissen und durch einen Neubau ersetzt.
In den 1950er und 1960er Jahren investierte die Stadt in die industrielle Entwicklung, der Industrivej wurde gebaut und zahlreiche Unternehmen wie eine Eisengießerei und Dämmstoffunternehmen siedelten sich an. Die neu geschaffenen Arbeitsplätze führten zu einem erneuten Wachstum, 1970 hatte die Stadt über 3100 Einwohner. In diesem Jahr wurde die Vamdrup Kommune gebildet, dessen Verwaltungszentrum Vamdrup bis zur Verwaltungsreform 2006/2007 war. Seitdem gehört Vamdrup zur Kolding Kommune. Im Jahre 2006 hatte Vamdrup 4713 Einwohner.

## Sehenswürdigkeiten
Im ehemaligen Vester Vamdrup, im heutigen Westen der Stadt liegt die Vamdrup Kirke, welche ursprünglich um das Jahr 1200 im romanischen Stil gebaut wurde.
Im Kirchhof der Vamdrup Kirke liegt ein Soldatengrab, welches an die Gefallenen der Schleswig-Holsteinische Erhebung (dänisch Treårskrigen) erinnern soll.
Das Kongeåmuseet (deutsch Königsaumuseum) war zuerst in der alten Schule von Øster Vamdrup untergebracht, die 1974 der Stiftung Kongeåmuseum übertragen wurde. Seit 1987 ist das Museum in der Jernbanegade 7. In dem Museum gibt es Ausstellungen zur Geschichte der Deutsch-dänischen Grenze an der Kongeå (dt. Königsau).

## Wirtschaft
Die Fluggesellschaft Danish Air Transport hat ihren Hauptsitz in Vamdrup.

## Personen der Stadt
- Nis Petersen (1897–1943), dänischer Dichter und Autor[12]
- Herluf Christensen (1924–1970), dänischer Athlet[13]
- Lasse Boesen (* 1979), dänischer Handballspieler

## Fotogalerie

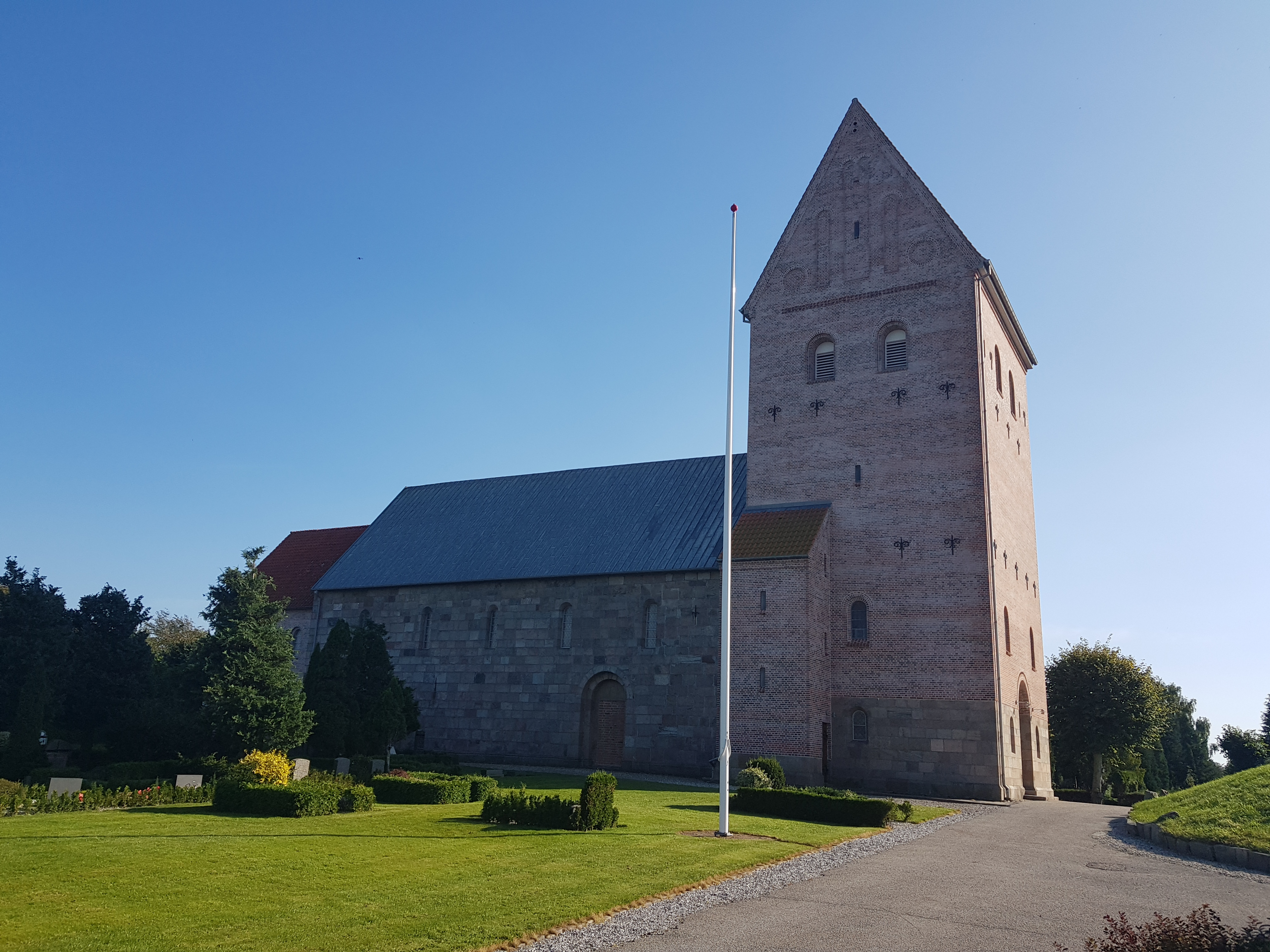
Vamdrup Kirke
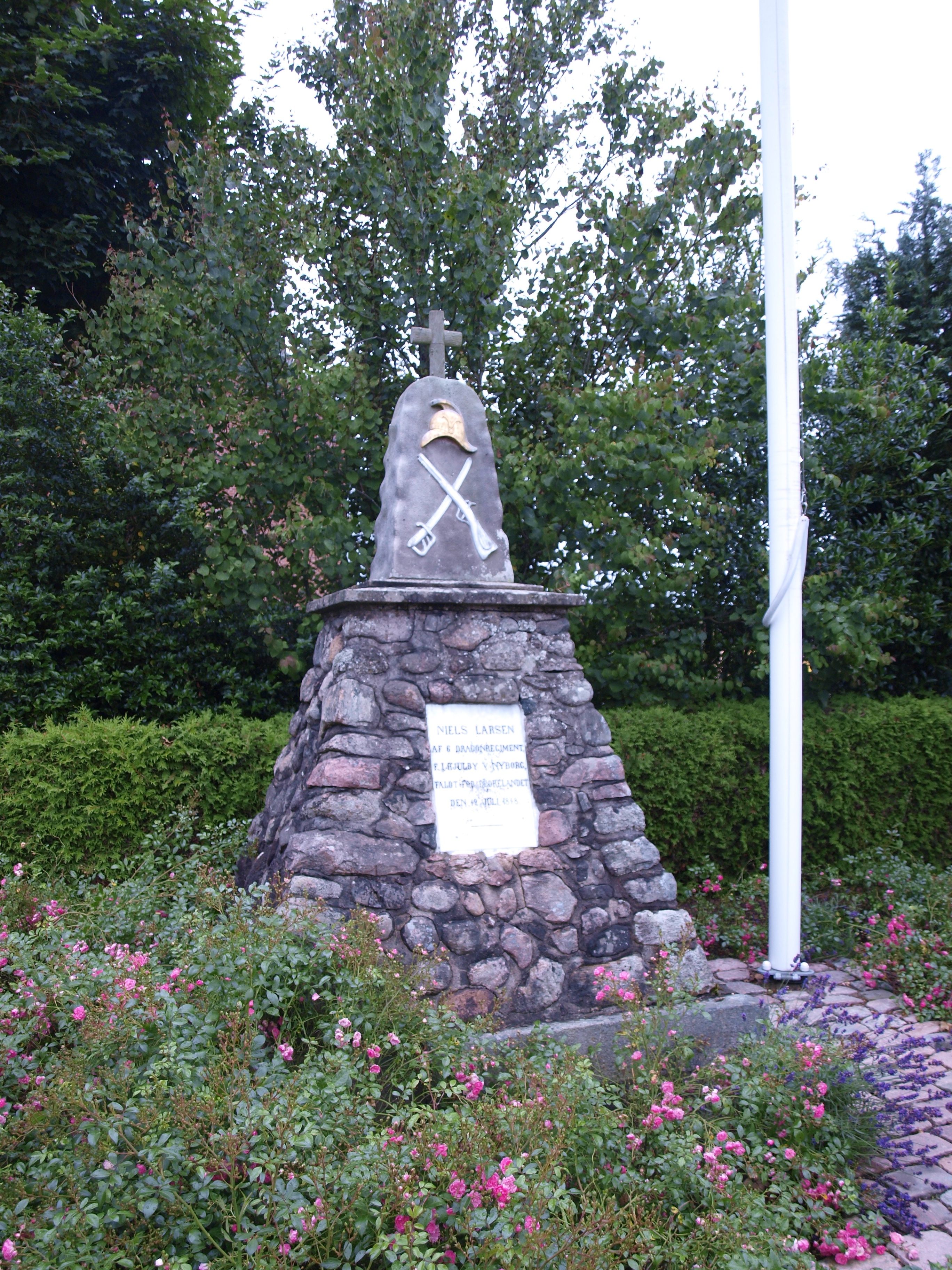
Soldatengrab im Kirchhof
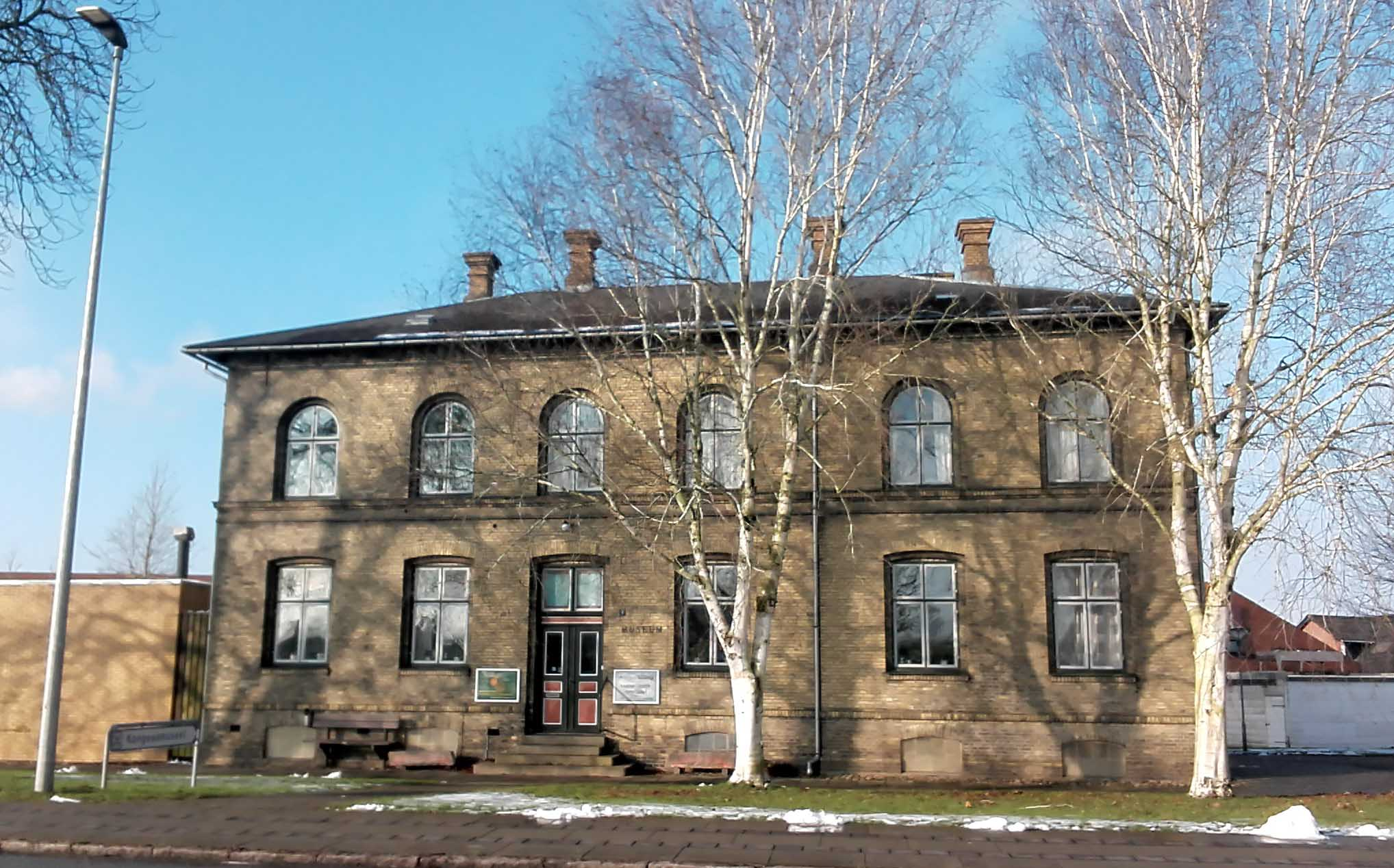
Kongeåmuseet
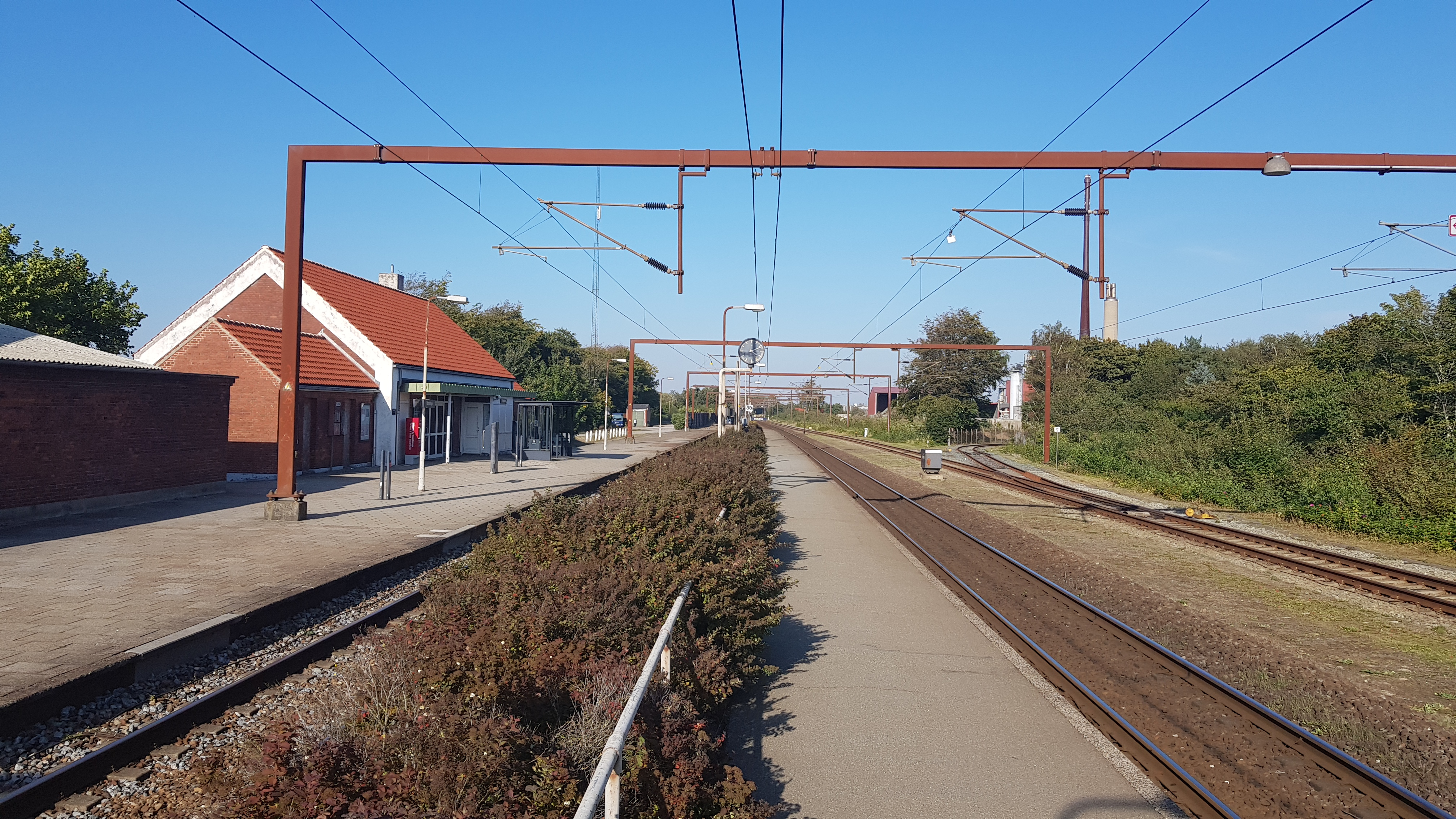
Bahnhof von Vamdrup (2020)
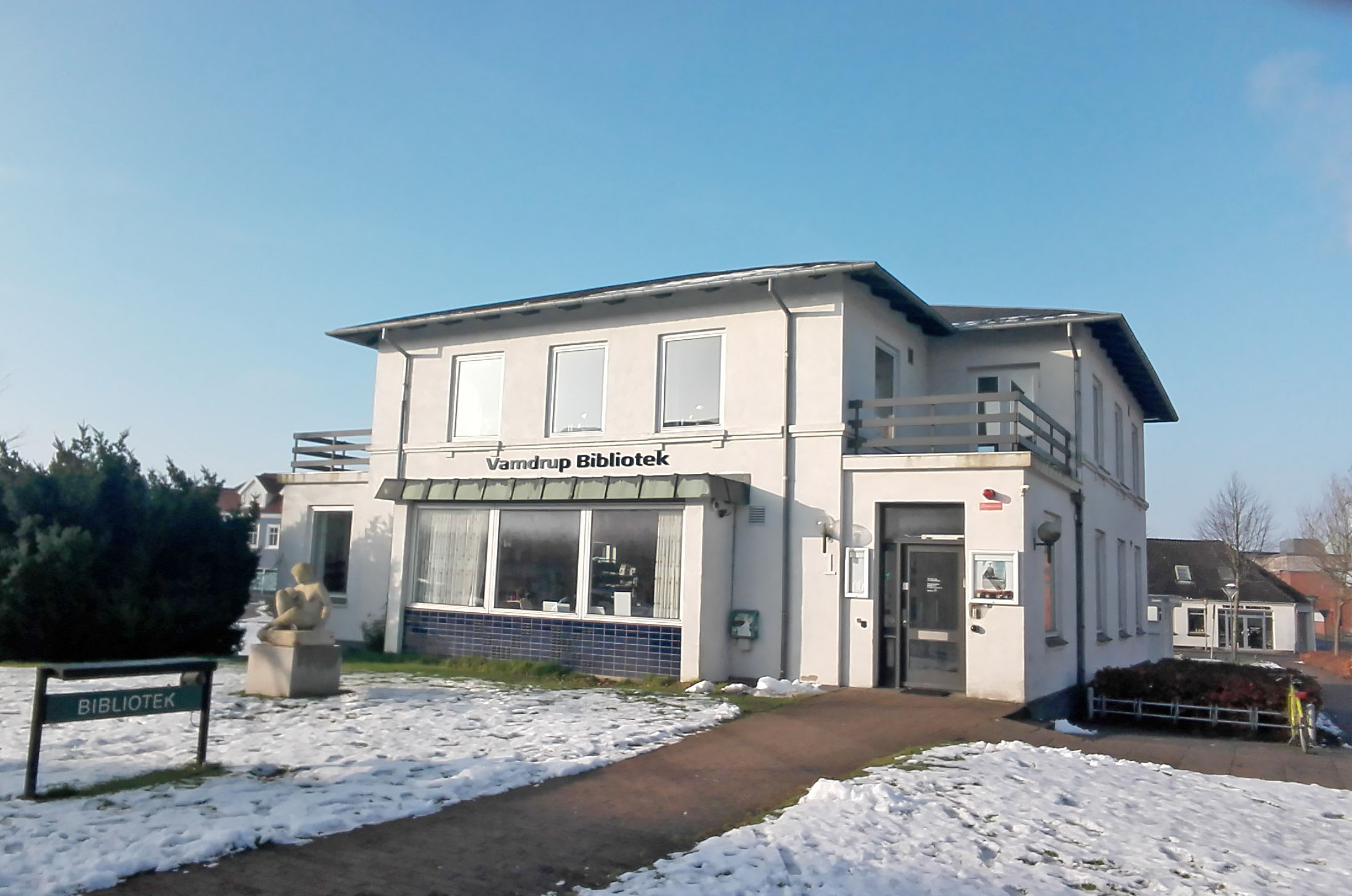
Vamdrup Bibliotek
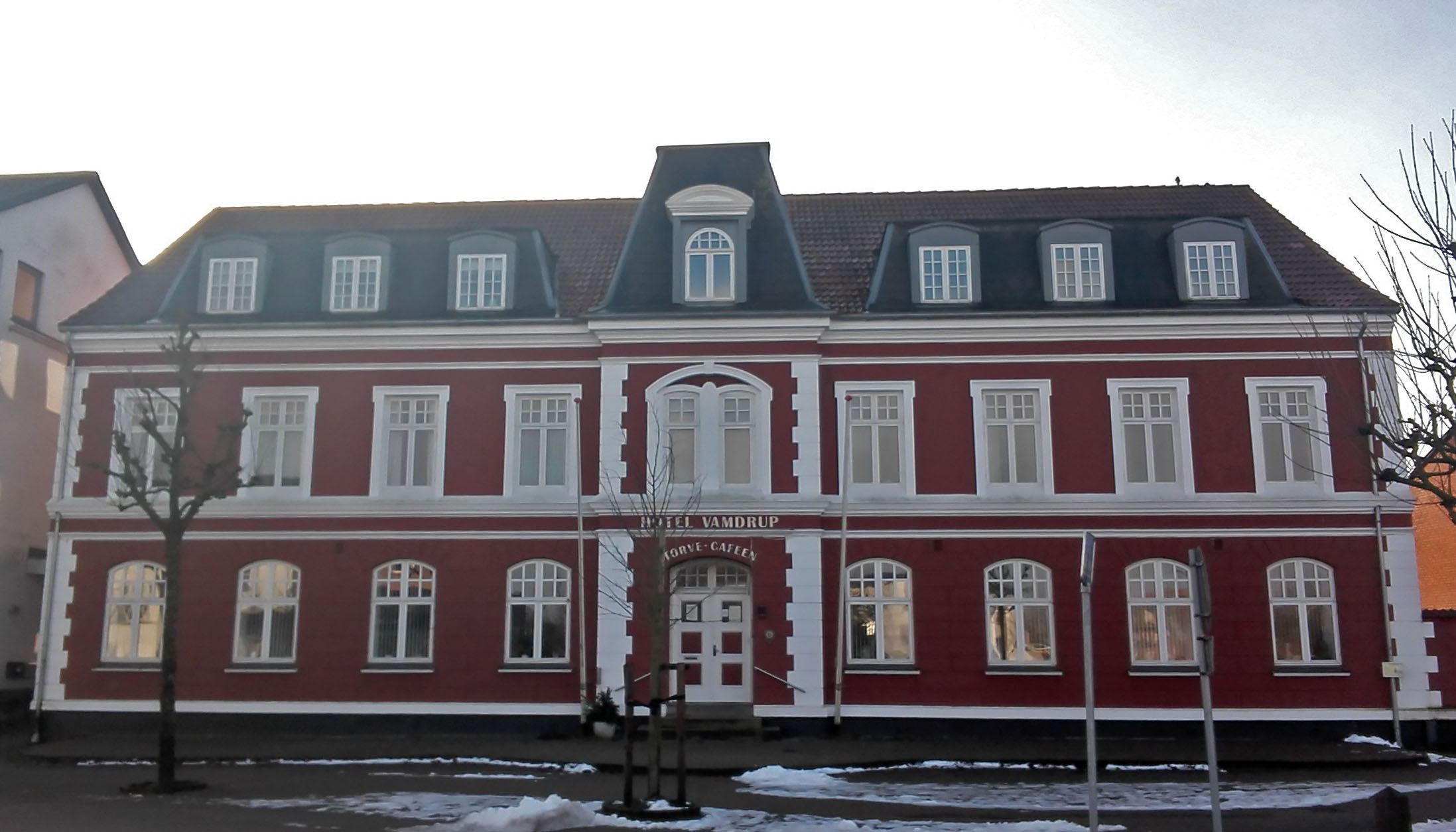
Vamdrup Hotel